# Orthogonikleithrus
Orthogonikleithrus is een geslacht van uitgestorven straalvinnige vissen die leefden tijdens het Laat-Jura. Het leefde in lagunen en beperkte ondiepe subtidale zones.

## Ontdekking en naamgeving
Het type-exemplaar Orthogonikleithrus leichi werd in 1987 beschreven door G. Arratia, die het plaatste in de familie Orthogonikleithridae.
De andere soort Orthogonikleithrus francogalliensis werd in 2016 beschreven en aan dit geslacht toegewezen. Het werd ontdekt in Cerin (Ain, Frankrijk). Deze exemplaren werden verzameld tijdens opgravingen in Cerin door de Université Claude Bernard, Lyon. De vissen werden niet onmiddellijk geïdentificeerd als nieuwe taxa en werden pas toegewezen tijdens een onderzoek naar de temporele en ruimtelijke verspreiding van orthogonikleithride vissen. De nieuwe soort lijkt oppervlakkig op Orthogonikleithrus hoelli, maar verschilt in verschillende anatomische kenmerken, zoals de aanwezigheid van tanden, het aantal tubuli in het cephalische laterale lijnsysteem en het aantal hypuralen en uroneuralen. Vanwege het record van het geslacht Orthogonikleithrus in Cerin, werd de bekende ruimtelijke verspreiding van dit geslacht uitgebreid, omdat het voorheen alleen bekend was van overblijfselen in Zandt en Ettling, beide in Beieren, Duitsland.